# امیرحسین سام‌دلیری
امیرحسین سام‌دلیری (زادهٔ ۱۱ فروردین ۱۳۸۲) بازیکن فوتبال اهل ایران است که در پست دفاع میانی  برای باشگاه فوتبال کلبا بازی می‌کند.
سام‌دلیری فوتبال حرفه‌ای خود را از نساجی مازندران شروع کرده است.

## دوران باشگاهی

### نساجی مازندران
امیرحسین سام‌دلیری که در تیم امید باشگاه نساجی مازندران بازی می کرد در سال ۱۴۰۱ با نظر حمید مطهری به تیم بزرگسالان باشگاه نساجی مازندران آمد. او ۱ بازی در لیگ قهرمانان آسیا انجام داد و در لیگ برتر خلیج فارس ۱۰ بازی انجام داده و یک گل هم زده است.

## آمار

### باشگاهی
تا تاریخ ۲۷ اسفند ۱۴۰۲
| باشگاه               | دسته                 | فصل                  | لیگ برتر | لیگ برتر | جام حذفی | جام حذفی | آسیا | آسیا | دیگر | دیگر | مجموع | مجموع |
| باشگاه               | دسته                 | فصل                  | بازی     | گل       | بازی     | گل       | بازی | گل   | بازی | گل   | بازی  | گل    |
| -------------------- | -------------------- | -------------------- | -------- | -------- | -------- | -------- | ---- | ---- | ---- | ---- | ----- | ----- |
| نساجی مازندران       | لیگ برتر             | ۸۸–۱۴۰۱              | ۲۰       | ۰        | ۴        | ۰        | _    | _    | _    | _    | ۲۴    | ۰     |
| نساجی مازندران       | لیگ برتر             | ۸۹–۱۳۸۸              | ۱۰       | ۱        | ۰        | ۰        | _    | _    | _    | _    | ۱۰    | ۱     |
| مجموع نساجی مازندران | مجموع نساجی مازندران | مجموع نساجی مازندران | ۴۲       | ۱        | ۷        | ۰        | _    | _    | _    | _    | ۴۹    | ۱     |
| مجموع آمار           | مجموع آمار           | مجموع آمار           | ۳۴۱      | ۱۶       | ۳۶       | ۱        | ۵۱   | ۷    | ۵    | ۰    | ۴۳۳   | ۲۴    |